# Ejnar Gunnerholm
Karl Ejnar Gunnerholm, född 15 mars 1917 i Engelbrekts församling, Stockholm, död 8 januari 1977 i Engelbrekts församling, var vd för Europafilm och aktiv inom en mängd branschorganisationer inom film och teater.

## Biografi
Efter studentexamen vidareutbildade sig Gunnerholm vid Schartaus handelsgymnasium och började därefter arbeta på Svenska Handelsbanken. År 1942 gick han över till Europafilm, där han började som kamrer. Gunnerholm hade ett nära samarbete med företagets grundare och chef, Gustav Scheutz, och 1965 blev han ekonomidirektör för hela koncernen. Efter Scheutz bortgång 1967 övertog Gunnerholm rollen som verkställande direktör, en position han höll fram till sin död 1977.
Utöver arbetet på Europafilm blev Gunnerholm 1967 teaterchef för Folkan i Stockholm. Han var också aktiv i flera branschorganisationer. Vid sin död var han ordförande i Svenska film- och biografföreningen, vice ordförande i Svenska filmuthyrarföreningen, styrelsemedlem i Sveriges biografägarförbund och Teatrarnas riksförbund samt medlem i Svenska filminstitutets förvaltningsråd.